# Azapirona

Buspirona, pertencente à classe das azapirinas, que contém azaspirodecanediona e pirimidinilpiperazina ligada por meio de uma cadeia de butila.

Azapironas são uma classe de medicamentos usados como ansiolíticos, antidepressivos e antipsicóticos. Eles são comumente usados em conjunto com outros antidepressivos, como inibidores seletivos da recaptação da serotonina (ISRS).

## Usos médicos
As azapironas mostraram benefícios na ansiedade geral e aumentaram a eficácia dos ISRSs na ansiedade social e na depressão. As evidências terapêuticas não são claras para o uso em casos de transtorno do pânico  e transtornos gastrointestinais.

## Efeitos colaterais
Os efeitos colaterais das azapironas podem incluir tonturas, dores de cabeça, inquietação, náuseas e diarreia.
As azapironas têm efeitos adversos mais toleráveis do que muitos outros ansiolíticos disponíveis, como osbenzodiazepínicos. Ao contrário dos benzodiazepínicos, as azapironas não têm potencial de abuso e não são viciantes, não causam prejuízo cognitivo/de memória ou sedação e não parecem induzir tolerância ou dependência física. No entanto, as azapironas são consideradas menos eficazes, pois geralmente o controle dos sintomas ocorre lentamente.

## Lista de azapironas
As azapironas incluem os seguintes fármacos:
Ansiolíticos
- Alnespirona (S-20,499)
- Binospirona (MDL-73,005)
- Buspirona (Buspar)
- Enilospirona (CERM-3,726)
- Eptapirona (F-11,440)
- Gepirona (Ariza, Variza)
- Ipsapirona (TVX-Q-7,821)
- Revospirona (BAY-VQ-7,813)
- Tandospirona (Sediel)
- Zalospirona (WY-47,846)

Antipsicóticos
- Perospirona (Lullan)
- Tiospirona (BMY-13,859)
- Umespirona (KC-9,172)

 A tandospirona também foi usada em associação com antipsicóticos no Japão, pois melhora os sintomas cognitivos relacionados à esquizofrenia. A buspirona também está sendo investigada para esse fim.

## Química
A buspirona foi originalmente classificada como uma azaspirodecanediona, abreviado para azapirona ou azaspirona devido ao fato de que sua estrutura química continha essa função orgânica, e outros medicamentos com estruturas semelhantes foram rotulados como tal. No entanto, apesar de todos serem chamados de azapironas, nem todos eles realmente contêm o componente azapirodecanediona, e a maioria de fato não contém ou contém uma variação dele. Além disso, muitas azapironas também são pirimidinilpiperazinas, embora, novamente, isso não se aplique a todas elas. 
As drogas classificadas como azapironas podem ser identificadas por seu sufixo -spirona ou -pirona.